# Kaicheng

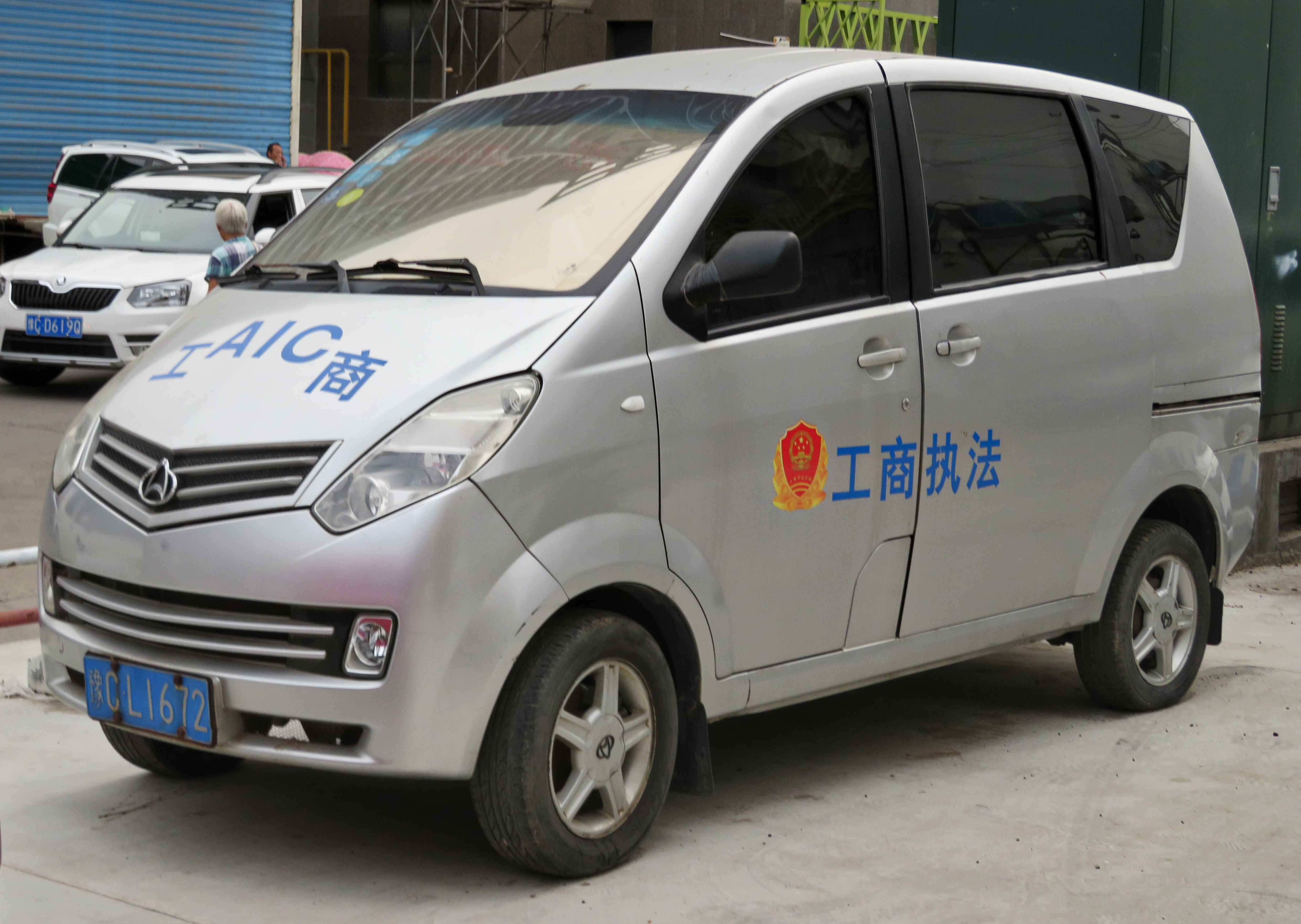
Chana CM8 (2010)

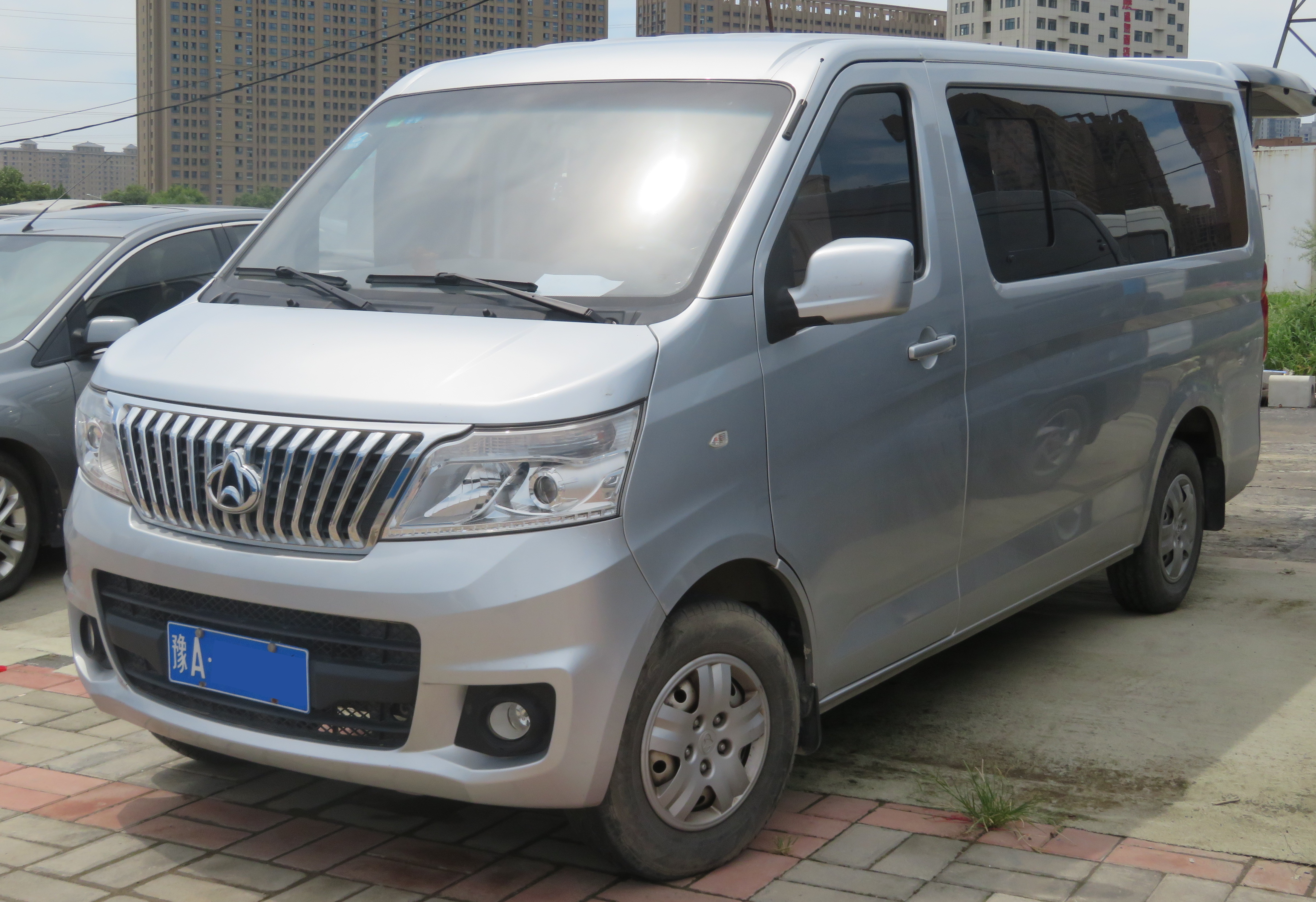
Chana Ruixing M80 (2013)

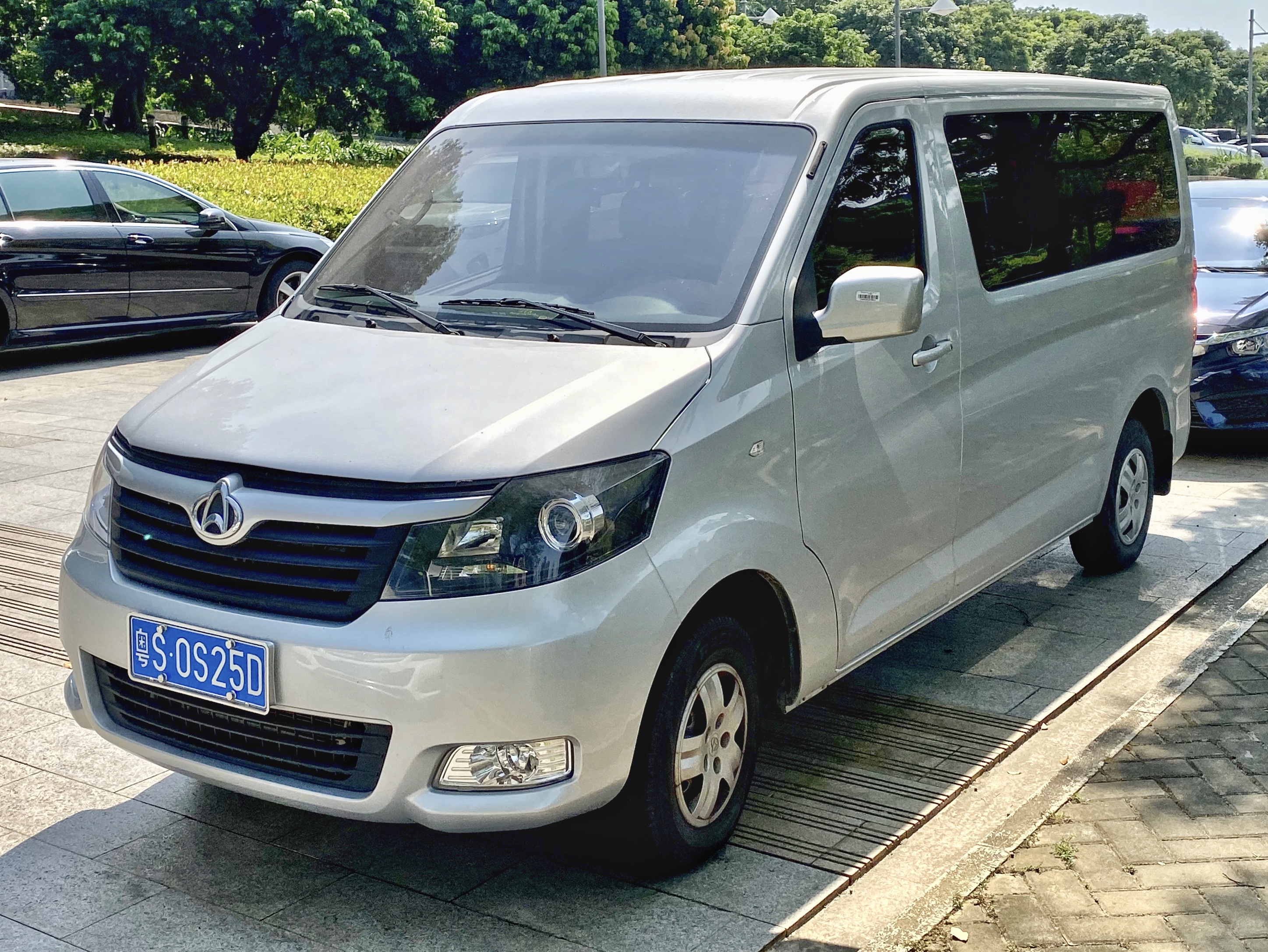
Chana Ruixing M70 (2016)

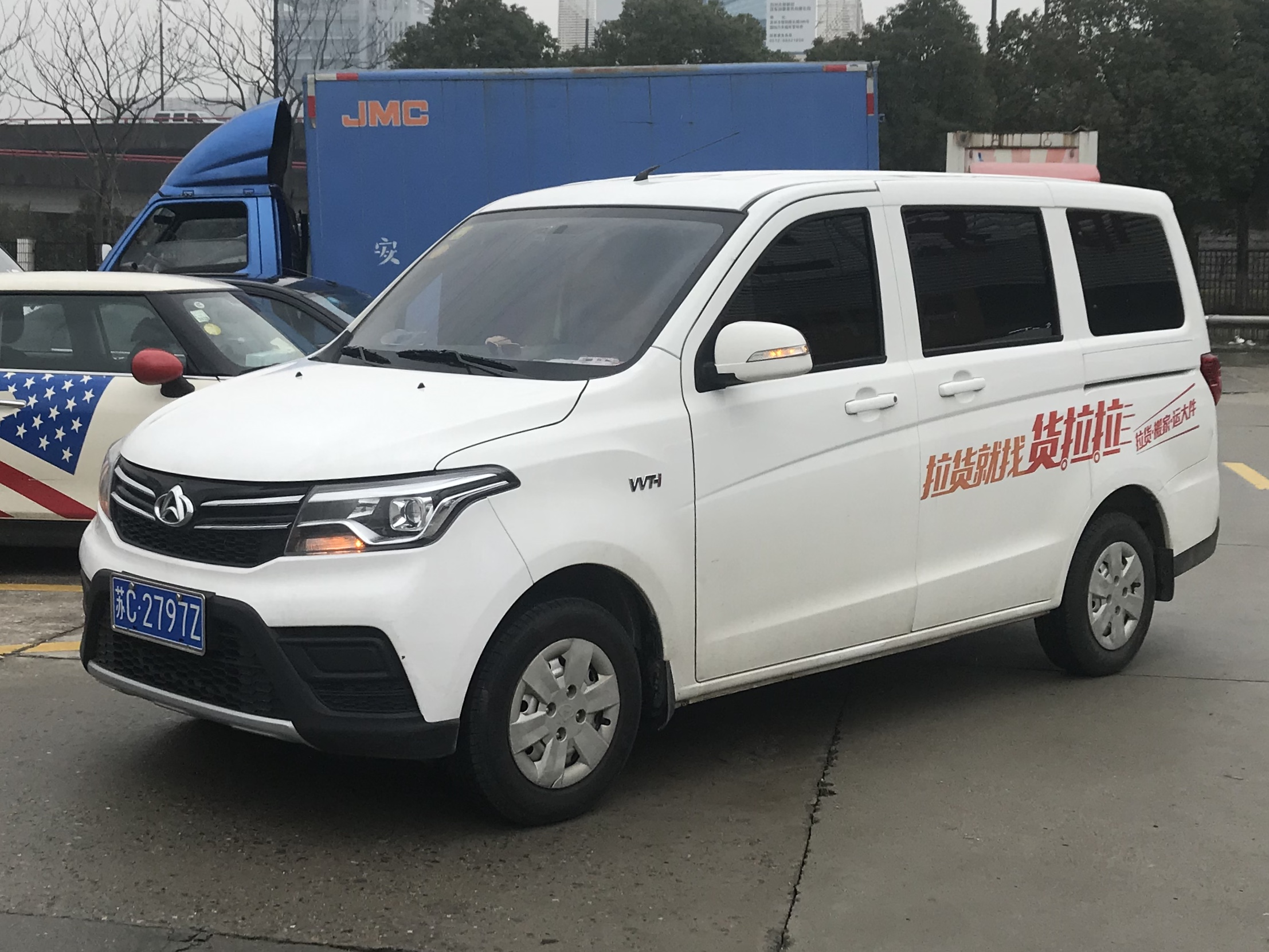
Chana Honor S (2017)

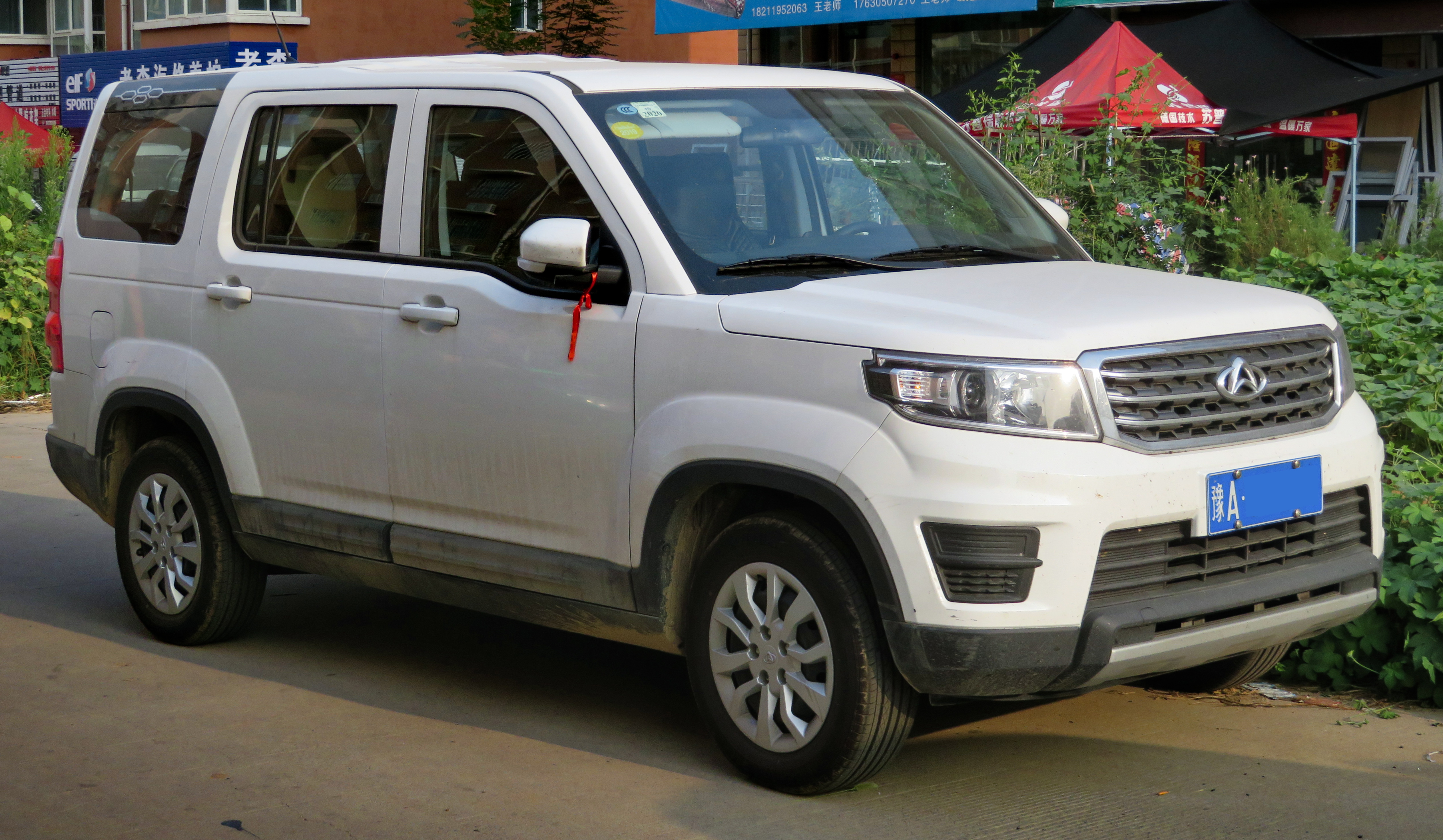
Chana X70A (2017)

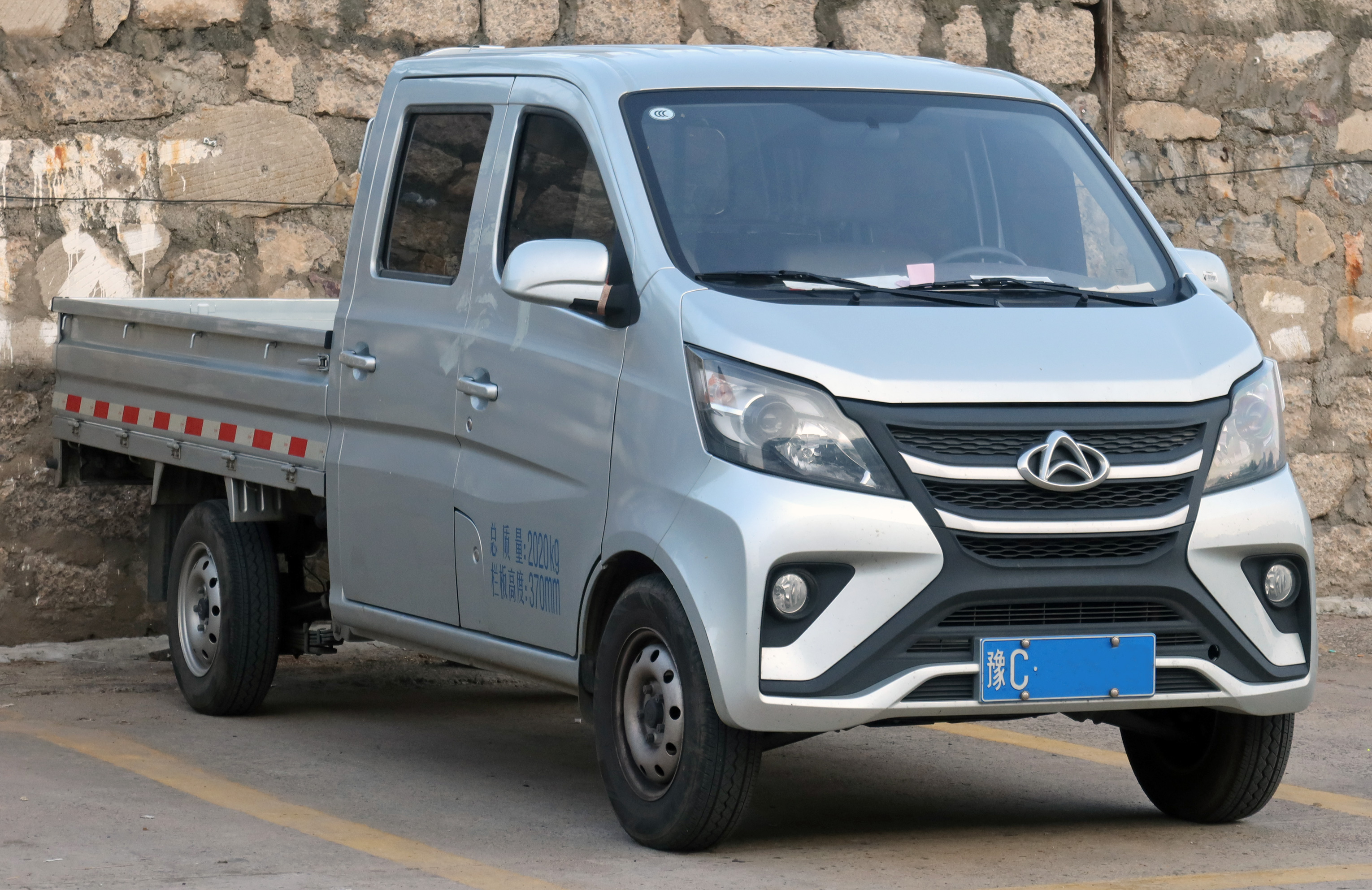
Kaicheng Star (2022)

Kaicheng (chiń. upr. 凯程) – chiński producent samochodów użytkowych i osobowych, z siedzibą w Chongqing, działający od 2010 roku. Należy do chińskiego koncernu Changan Automobile.

## Historia

### Chana
Skoncentrowany początkowo na produkcji niewielkich, miejskich osobowo-dostawczych mikrovanów koncern Changan w drugiej połowie pierwszej dekady XXI wieku zaczął budować portfolio klasycznych samochodów osobowych. Dla rozdzielenia tych produktów od swoich modeli o bardziej użytkowym charakterze, w 2010 roku zdecydowano się wydzielić nowy oddział o nazwie Changan Commercial Vehicles. Jednocześnie, zyskał on dedykowane logo, a ponadto objął markę Chana. Wcześniej, między 2006 a 2010 rokiem stosowano ją zamiennie na wybranych rynkach eksportowych dla produktów Changana, jednak odtąd przejął ją rodzimy chiński rynek dla systematycznie rozbudowywanego portfolio. W drugiej dekadzie XXI wieku gamę Chany utworzyły zarówno niewielkie samochody dostawcze, jak i kompaktowe pickupy oraz elektryczne odpowiedniki tych produktów.

### Kaicheng
Już w 2018 roku koncern Changan rozpoczął przygotowania do zmiany nazwy swojego oddziału wytwarzającego samochody użytkowe, w maju 2019 prezentując pierwszy produkt pod nową marką Kaicheng - średniej wielkości pickupa Kaicheng F70. W kolejnym roku dokonano oficjalnego rebrandingu, w lipcu 2020 finalizując nową nazwę przy zachowaniu dotychczasowych logotypów. Początkowo producent stosował zanglizycowaną transkrypcję Kaicene także wobec rodzimego rynku chińskiego, jednak ostatecznie ta alternatywna nazwa trafiła do użytku na rynkach eksportowych poza Chinami - m.in. na Filipinach, w Ameryce Południowej czy Afryce Północnej. Na rodzimym rynku chińskim producent pozostał przy zapisie "Kaicheng", przypieczętowując to wiosną 2024 roku podczas prezentacji planów rozbudowy swojego portfolio o zelektryfikowane duże vany poprzez prototyp V919.

## Modele samochodów

### Obecnie produkowane

#### Mikrovany i vany
- Star
- Star 5
- Shenqi T30
- Shenqi Plus
- Ruixing M60
- Ruixing M70
- Ruixing M80
- Ruixing M90

#### Samochody elektryczne
- Star EV
- Shenqi T10 EV
- Shenqi T30 EV
- Ruixing EM60
- Ruixing EM80
- Star 9 EV

#### Pickupy
- F30

#### Minivany
- Honor S
- Ruixing S50
- Ruixing S50T

### Historyczne
- CM7 (2010–2015)
- CM8 (2010–2015)
- Taurustar (2010–2015)
- Zunxing (2013–2015)
- CX70 (2016–2018)
- Eulove (2013–2018)
- Oshan (2015–2018)
- X70A (2017–2018)
- A800 (2017–2018)
- Star 9 (2012–2024)
- F70 (2019–2023)

### Studyjne
- Chana Nu Age (2018)
- Kaicheng V919 (2024)